# Giancarlo Danova
Giancarlo Danova (Sesto San Giovanni, 1938. november 18. – 2014. június 15.) olasz labdarúgó, csatár, edző.

## Pályafutása

### Játékosként
Az AC Milan saját nevelésű játékosa. 1956–57-ben a Spezia csapatában debütált a felnőttek közt. 1957 és 1960 között visszatért a Milanhoz. 1960–61-ben a Torino, 1961–62-ben ismét a Milan, 1962–63-ban a Torino, 1963 és 1965 között a Catania, 1965 és 1968 között az Atalanta, 1968–69-ben a Fiorentina, 1969–70-ben a Mantova labdarúgója volt. 1970 és 1974 között az Omegna csapatában fejezte be az aktív játékot. 
A Milannal két olasz bajnoki címet nyert. Tagja volt az 1957–58-as idényben BEK-döntős csapatnak. A Fiorentinával egy bajnoki címet szerzett az 1968–69-es idényben.

### Edzőként
1974 és 1996 között 12 csapatnál dolgozott edzőként. Ezek közül a Parma, a SPAL és a Novara csapatai voltak a legjelentősebbek.

## Sikerei, díjai
AC Milan
- Olasz bajnokság (Serie A)
  - bajnok (2): 1958–59, 1961–62
- Bajnokcsapatok Európa-kupája (BEK)
  - döntős: 1957–58

 Fiorentina
- Olasz bajnokság (Serie A)
  - bajnok: 1968–69